# Aegus
Aegus (en llatí Aegus) va ser un cap dels gals al·lòbroges que juntament amb el cap Roscillus va servir amb Juli Cèsar amb gran fidelitat durant la guerra a la Gàl·lia.
També el van acompanyar a les seves campanyes contra Gneu Pompeu, però després de ser acusat per Cèsar de no pagar a la cavalleria i quedar-se amb el botí, va desertar al camp de Pompeu a Grècia. Va morir assassinat després d'un enfrontament entre la cavalleria de Cèsar i la de Pompeu.